# Левошево
Левошево — деревня в Шатурском муниципальном районе Московской области. Входит в состав городского поселения Шатура. Население — 1175 чел. (2010).

## Расположение
Деревня Левошево расположена в северо-западной части Шатурского района, расстояние до МКАД порядка 115 км. Высота над уровнем моря 128 м.

## Название
В письменных источниках деревня упоминается как Левошинская, позднее Левошево или Левашево.
Название связано с некалендарным личным именем Леваш.

## История
Впервые упоминается в писцовой Владимирской книге В. Кропоткина 1637—1648 гг. как деревня Левошинская стана Сенег Владимирского уезда. Деревня относилась к категории патриарших земель.
До отмены крепостного права деревня принадлежала государству.
После отмены крепостного права деревня вошла в состав Петровской волости.
В советское время деревня входила в Петровский сельсовет.

## Население
| 1859  | 1868  | 1885  | 1905  | 1926 | 1970 |
| ----- | ----- | ----- | ----- | ---- | ---- |
| 189   | ↗196  | ↗317  | ↗380  | ↗446 | ↗814 |
| 1993  | 2002  | 2006  | 2010  |      |      |
| ↗1358 | ↘1190 | ↗1224 | ↘1175 |      |      |